# John Stroud
John Busby Stroud (New Albany, Misisipi, 29 de octubre de 1957) es un exjugador de baloncesto estadounidense que disputó una temporada en la NBA. Con 2,00 metros de estatura, jugaba en la posición de alero.

## Trayectoria deportiva

### Universidad
Jugó durante cuatro temporadas con los Rebels de la Universidad de Misisipi, en las que promedió 21,2 puntos y 7,5 rebotes por partido. Es en la actualidad el líder de anotación de la historia de la universidad, con 2.328 puntos, figurando tercero en la Southeastern Conference, conferencia que lideró en anotación en sus dos últimas temporadas, y en la cual fue elegido en el mejor quinteto en 1978, 1979 y 1980.
Fue además incluido en el tercer mejor quinteto All-American en 1980.

#### Estadísticas
| Temporada | Equipo   | Conf. | Partidos | MIN  | TC   | TCA  | %TC  | 3P | 3PA | %3P | TL  | TLA | %TL  | REB | ASIS | ROB | TAP | PER | FP | PTS  |
| 1976-77   | Ole Miss | SEC   | 26       |      | 5.7  | 12.3 | .464 |    |     |     | 3.0 | 4.3 | .703 | 5.1 |      |     |     |     |    | 14.5 |
| 1977-78   | Ole Miss | SEC   | 27       |      | 7.7  | 15.8 | .486 |    |     |     | 2.7 | 3.6 | .755 | 8.5 |      |     |     |     |    | 18.1 |
| 1978-79   | Ole Miss | SEC   | 27       | 39.0 | 10.3 | 17.7 | .578 |    |     |     | 5.7 | 7.2 | .799 | 9.1 |      |     |     |     |    | 26.3 |
| 1979-80   | Ole Miss | SEC   | 30       | 37.4 | 8.7  | 15.6 | .557 |    |     |     | 7.8 | 9.7 | .798 | 7.2 |      |     |     |     |    | 25.2 |
| Total     | Ole Miss |       | 110      | 38.2 | 8.1  | 15.4 | .527 |    |     |     | 4.9 | 6.3 | .777 | 7.5 |      |     |     |     |    | 21.2 |

### Profesional
Fue elegido en la vigésimo séptima posición del Draft de la NBA de 1980 por Houston Rockets, donde jugó 9 partidos antes de ser despedido, en los que promedió 2,8 puntos y 1,4 rebotes por partido.
En 1982 fichó por el Caja de Ronda de la liga española, donde jugó una temporada.

## Estadísticas de su carrera en la NBA

### Temporada regular
| Temporada | Edad | Equipo          | Liga | P | TIT | MIN | TC  | TCA | %TC  | 3P  | 3PA | %3P | TL  | TLA | %TL  | R.OF. | R.DEF. | REB | ASIS | ROB | TAP | PER | FP  | PTS |
| 1980-81   | 23   | Houston Rockets | NBA  | 9 |     | 9.8 | 1.2 | 3.8 | .324 | 0.0 | 0.0 |     | 0.3 | 0.4 | .750 | 0.8   | 0.7    | 1.4 | 1.0  | 0.1 | 0.0 | 0.4 | 0.8 | 2.8 |
| Total     |      |                 | NBA  | 9 |     | 9.8 | 1.2 | 3.8 | .324 | 0.0 | 0.0 |     | 0.3 | 0.4 | .750 | 0.8   | 0.7    | 1.4 | 1.0  | 0.1 | 0.0 | 0.4 | 0.8 | 2.8 |